# Puma (gen)
Puma este un gen de mamifere placentare din familia Felidae, native din America, care include specia tip puma.

## Specii
Genul Puma include o specie fosilă și o specie în viață cu diverse subspecii:
- Puma concolor (Linnaeus, 1771) - puma
  - Puma concolor concolor
  - Puma concolor couguar

- Puma pardoides (Owen, 1846) - specie extinctă